# آلفونس دو کایپر
آلفونس دو کایپر (فرانسوی: Alphonse De Cuyper‎; ۳ آوریل ۱۸۷۷ – ۷ ژوئن ۱۹۵۴) مجسمه‌ساز و نقاش اهل بلژیک بود.
از افتخارات وی میتوان به کسب مدال برنز مجسمه‌سازی در بخش مسابقات هنری بازی‌های المپیک تابستانی ۱۹۲۰ اشاره کرد.